# Fernand Angel
Pour les articles homonymes, voir Angel.
Clément Fernand Angel, né le 2 février 1881 à Douzy et mort le 13 juillet 1950 à Paris, est un herpétologiste français.

## Biographie
Fils d'un peintre, Fernand Angel naît le 2 février 1881 à Douzy.
Il a travaillé au Muséum national d'histoire naturelle de Paris à partir de 1905 en tant que préparateur assistant, sous la direction de Léon Vaillant (1834-1914). Il a travaillé au côté de François Mocquard (1834-1917) à Paris, puis de George Albert Boulenger (1858-1937) à Londres.
Il s'est particulièrement intéressé à l'herpétofaune d'Afrique et d'Asie, en particulier celle des colonies françaises de l'époque, en Afrique, à Madagascar et en Indochine.
Il meurt le 13 juillet 1950 en son domicile dans le 14e arrondissement de Paris. Il est inhumé le 17 juillet 1950 au Cimetière de Douzy.

## Taxons nommés en son honneur
- Rhabdophis angeli (Bourret, 1934)
- Geotrypetes angeli Parker, 1936
- Lygosoma angeli (Smith, 1937)
- Furcifer angeli (Brygoo & Domergue, 1968)

## Quelques taxons décrits
- Acanthodactylus orientalis Angel, 1936
- Alluaudina mocquardi Angel, 1939
- Amietia wittei (Angel, 1924)
- Amietophrynus villiersi (Angel, 1940)
- Amphiglossus andranovahensis (Angel, 1933)
- Amphiglossus decaryi (Angel, 1930)
- Amphiglossus elongatus (Angel, 1933)
- Anodonthyla montana Angel, 1925
- Arthroleptis crusculum Angel, 1950
- Arthroleptis nimbaensis Angel, 1950
- Boehmantis microtympanum (Angel, 1935)
- Boophis doulioti (Angel, 1934)
- Brookesia decaryi Angel, 1939
- Brookesia perarmata (Angel, 1933)
- Chamaelycus parkeri (Angel, 1934)
- Cnemaspis occidentalis Angel, 1943
- Dalophia ellenbergeri (Angel, 1920)
- Dibamus bourreti Angel, 1935
- Gephyromantis decaryi Angel, 1930
- Gephyromantis leucocephalus Angel, 1930
- Gephyromantis ventrimaculatus (Angel, 1935)
- Hyperolius montanus (Angel, 1924)
- Isopachys roulei (Angel, 1920)
- Kassina decorata (Angel, 1940)
- Lacertaspis lepesmei (Angel, 1940)
- Leptosiaphos pauliani (Angel, 1940)
- Lygodactylus decaryi Angel, 1930
- Madascincus ankodabensis (Angel, 1930)
- Mantidactylus delormei Angel, 1938
- Mantidactylus mocquardi Angel, 1929
- Mertensophryne mocquardi (Angel, 1924)
- Naja katiensis Angel, 1922
- Nanorana delacouri (Angel, 1928)
- Nimbaphrynoides occidentalis (Angel, 1943)
- Oligodon lacroixi Angel & Bourret, 1933
- Oligodon macrurus (Angel, 1927)
- Opisthotropis jacobi Angel & Bourret, 1933
- Panaspis nimbaensis (Angel, 1944)
- Paracontias milloti Angel, 1949
- Paragehyra petiti Angel, 1929
- Paratapinophis praemaxillaris Angel, 1929
- Pareas boulengeri (Angel, 1920)
- Paroedura homalorhina (Angel, 1936)
- Philochortus lhotei Angel, 1936
- Phrynobatrachus kinangopensis Angel, 1924
- Phrynobatrachus manengoubensis (Angel, 1940)
- Plagiopholis delacouri Angel, 1929
- Pseudohemisus verrucosus Angel, 1930
- Ptychadena retropunctata (Angel, 1949)
- Quasipaa courtoisi (Angel, 1922)
- Rhombophryne coudreaui (Angel, 1938)
- Tetradactylus ellenbergeri (Angel, 1922)
- Tomopterna milletihorsini (Angel, 1922)
- Typhlacontias rohani Angel, 1923
- Voeltzkowia petiti (Angel, 1924)
- Zonosaurus trilineatus Angel, 1939

## Liste partielle des publications
Fernand Angel a publié des ouvrages techniques, en particulier liés à la classification des reptiles, mais aussi des ouvrages plus vulgarisateurs.
- Les serpents de l'Afrique Occidentale Française, 1932
- Les lézards de Madagascar, 1942
- La vie des caméléons et autres lézards. Paris : Gallimard, collection "Histoires naturelles" n° 2, 1943 (6e édition), 220 p.
- Petit Atlas des Amphibiens et Reptiles - I - Apodes, Urodèles, Anoures, Rhynchocéphales, Chéloniens, Crocodiliens. PARIS, Éditions N. Boubée & Cie, 1949, 152 p.
- Vie et mœurs des serpents. 1950.